# Дельфінарій «Акварель» (Алушта)
Дельфінарій «Акварель» (рос. дельфинарий «Акварель») — дельфінарій, що знаходиться в Алушті. Є розважальним, культурно-освітнім і терапевтичним центром. Розташований в центрі міста, поруч із входом у Парк «Крим у мініатюрі». Відкритий у 2013 році. Став одним із переможців номінації «7 сучасних див Криму» у межах конкурсу Калейдоскоп чудес Криму.
Дельфінарій розташований під прозорим куполом. Зал розрахований на 700 посадочних місць. Для тварин передбачено два басейни — демонстраційний, де проходять вистави, і карантинний, де тварини можуть відпочивати і проходити реабілітацію. Вода в басейнах морська, вона проходить спеціальну доочистку. У дельфінарії проходять вистави за участю дельфінів-афалін і морських котиків, а також сеанси дельфінотерапії для дітей з обмеженими фізичними можливостями. Крім того, на території алуштинського дельфінарію «Акварель» розгорнути розважальне містечко, де можна відвідати атракціони, поласувати солодощами і прохолодними напоями, здійснити екскурсію по експозиції екзотичних риб і морських мешканців.
Центр дельфінотерапії «Акварель» застосовує спеціальну нетрадиційну програму, яка забезпечує позитивну динаміку і поліпшення стану за багатьма діагнозами. У ньому трудяться фахівці в області педіатрії, психології та неврології. Центр дельфанотерапії працює круглорічно.